# Cephalopoda
Los cefalópodos  (Cephalopoda, del griego κεφαλή kephalé 'cabeza' y ποδός podós 'pie') son una clase de invertebrados marinos perteneciente al filo de los moluscos. Existen más de 800 especies actuales, comúnmente llamados pulpos, calamares, sepias y Nautilus. Todos pertenecen a la subclase Coleoidea, a excepción de Nautilus, perteneciente a la subclase Nautiloidea.

## Características

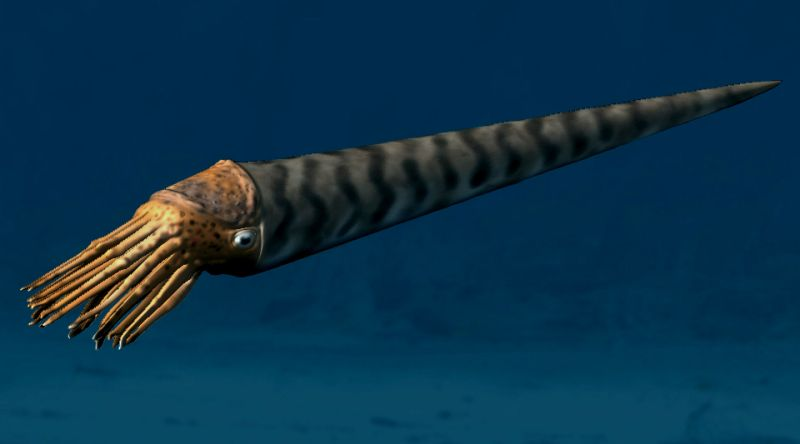
Reconstrucción de Cameroceras del Ordovícico.

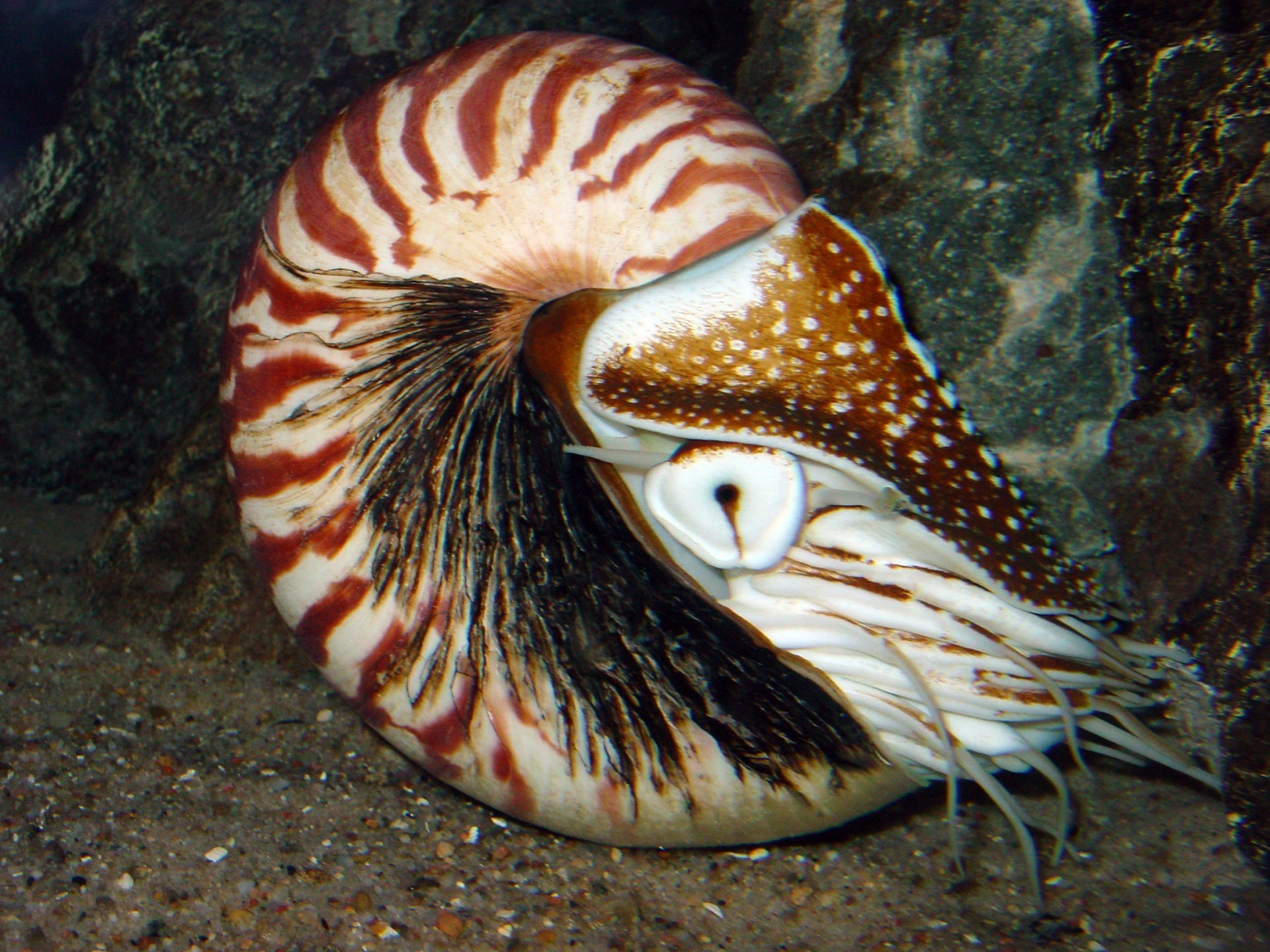
Nautilus, un fósil viviente.

En los cefalópodos el pie característico de los moluscos aparece junto a la cabeza, diversificado en varios apéndices, desde 8 en los pulpos hasta los 90 que pueden tener los nautilos. En este último no existen ventosas en los tentáculos. Algunos de estos apéndices (en coloideos) se han modificado en estructuras reproductivas llamadas ectocótilos y espádices, que cumplen el rol de introducir espermatóforos (sacos llenos de esperma) en la cavidad paleal de la hembra. 
En la masa bucal cuentan con una estructura propia de este grupo conocida como pico de loro, que son un par de fuertes mandíbulas con forma de pico que utilizan para desgarrar las presas para que después sean procesados por la rádula. La concha tiende a reducirse, hacerse interna o desaparecer, según la especie. Cuando tienen una concha bien desarrollada, está dividida en cámaras separadas por septos y el animal habita la última cámara (la más reciente). En los coloideos, cuando existe, es interna y se divide en 3 zonas; desde la región caudal a la cefálica estas son rostro, fragmocono (tabicado) y proóstraco, cada uno con desarrollo variable en cada grupo. En nautiloideos es externa, planoespiral y tabicada en su totalidad.
Las jibias o sepias, junto a los nautilos, siguen el mismo sistema natatorio que sus antepasados, llenando de gas ciertas partes de su concha para flotar. Los calamares nadan por medio de la flotación dinámica, similar a los tiburones, con una propulsión a reacción de agua muy afinada. 
Los cefalópodos poseen células pigmentarias sobre el manto llamadas cromatóforos. Dichas células poseen pigmentos que se expanden o condensan a voluntad por medio de una contracción muscular controlada por el sistema nervioso. De esta manera pueden cambiar de color en cuestión de segundos para mimetizarse con el espacio circundante y pasar inadvertidos. También usan esta capacidad para comunicarse entre ellos por medio de su coloración y gracias a su aguda visión.
Poseen un complejo sistema nervioso, con unos ganglios alrededor del esófago que forman un auténtico cerebro. El cerebro se encuentra dividido en dos porciones, llamadas masa supraesofágica y masa subesofágica según su posición respecto al esófago, aunque ambas partes están unidas por conectivos. Un rasgo particular y exclusivo de los cefalópodos es que el cerebro se encuentra rodeado por una masa o caja cartilaginosa en un "intento" evolutivo de formar un cráneo. Muchos cefalópodos tienen comportamientos de huida rápidos que dependen de un sistema de fibras nerviosas motoras gigantes que controlan las contracciones potentes y sincrónicas de los músculos del manto, lo que permite la salida a presión del agua de la cavidad paleal. El centro de coordinación de este sistema es un par de neuronas gigantes de primer orden (formadas por la fusión de ganglios viscerales) que dan a neuronas gigantes de segundo orden, y estas se extienden hasta un par de grandes ganglios estrellados. De estos ganglios estrellados unas neuronas gigantes de tercer orden inervan las fibras musculares circulares del manto. Neurólogos de todo el mundo han experimentado con pulpos a lo largo del siglo XX y se ha detectado en ellos una inteligencia superior a cualquier otro invertebrado; son capaces de encontrar la salida de un laberinto, abrir botes e incluso aprender comportamientos de sus congéneres.
El ojo de los cefalópodos es un órgano análogo al de los vertebrados, de distinto origen evolutivo y embrionario, pero por convergencia ambos son muy parecidos. Los cefalópodos poseen el ojo más desarrollado de todos los invertebrados e incluso rivalizan con el de los vertebrados.
Tienen un cuerpo musculoso y flexible, propiedad que se intensifica en los pulpos, los cuales son capaces de esconderse en espacios 10 veces más pequeños que su cuerpo.
Poseen oído a bajas frecuencias, como los mamíferos marinos, que les permite localizar a sus depredadores más allá de su campo visual.
Segregan un líquido negruzco, la tinta, con la que enturbian el agua con objeto de ocultarse. La tinta es un pigmento que se almacena en la bolsa de la tinta situada encima del recto y puede ser expulsado a través del sifón.
Poseen un sistema circulatorio cerrado con una densa red de capilares. Poseen un corazón sistémico para la sangre que lleva oxígeno de las branquias al resto del cuerpo y dos corazones branquiales que aportan mayor presión a la circulación, a la entrada de la sangre en las branquias. Su sangre contiene hemocianina disuelta.
En el metabolismo de este grupo es destacable la importancia de la obtención de energía a partir de la metabolización de proteínas, lo que no es una gran ventaja evolutiva frente a otros grupos de su entorno como los peces, que oxidan las grasas de su tejido adiposo. Aun así esto parece ser es una de las características que les ha permitido conquistar hábitats tan exclusivos como son las grandes profundidades, donde ejemplares de gran tamaño son predados por  calderones, zifios y cachalotes. También esta característica metabólica está relacionada con las propiedades nutritivas cuando es de este grupo es utilizado en alimentación humana: bajo contenido graso, alto contenido proteico, y en ocasiones sabor amoniacal por la presencia de bases nitrogenadas, restos de la mencionada metabolización proteica.

## Evolución

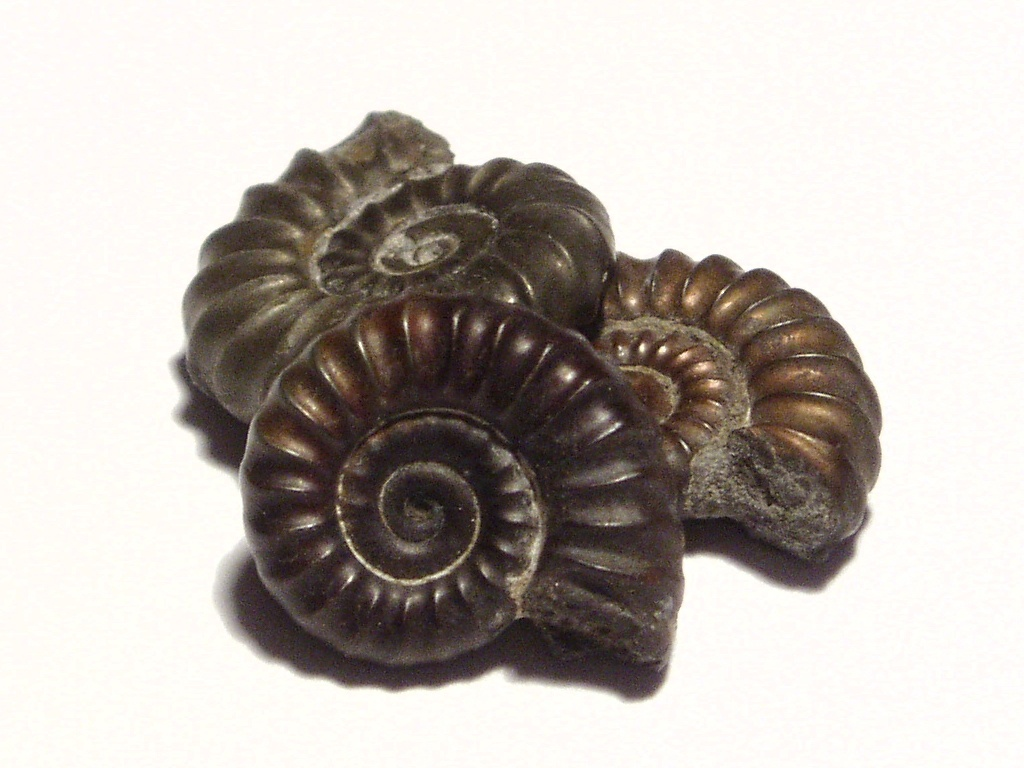
Fósiles de amonites.

Los cefalópodos se separaron del resto de los moluscos hace alrededor de 500 millones de años (Miaolingiense), con la aparición de los primeros moluscos capaces de llenar ciertas partes de su concha de gas para flotar. Esta nueva capacidad natatoria, que aún hoy en día conservan algunas especies, les permitió abandonar el fondo marino al que estaban ligados los moluscos y acceder a nuevas rutas tróficas más superficiales.
Los últimos descubrimientos indican que los cefalópodos se originaron bastante antes de lo que se pensaba hasta ahora.
Pero estos primeros cefalópodos, de hábitat aún próximo a la costa, fueron desplazados al interior del mar por organismos más avanzados, tales como peces y reptiles marinos. Otro problema se les planteaba: su vida superficial les impedía bajar demasiado al fondo marino ya que su concha no soportaba la presión del agua. Los descendientes con conchas más pequeñas podían bajar más y tener más posibilidades alimenticias por lo que la selección natural se quedó con aquellos con concha pequeña, llegando ésta a hacerse interna o desaparecer. Aproximadamente 470 millones de años antes de la actualidad (Ordovícico Medio) ya había coleoideos, junto a una gran gama de cefalópodos extinguidos en la actualidad.[cita requerida]

## Taxonomía

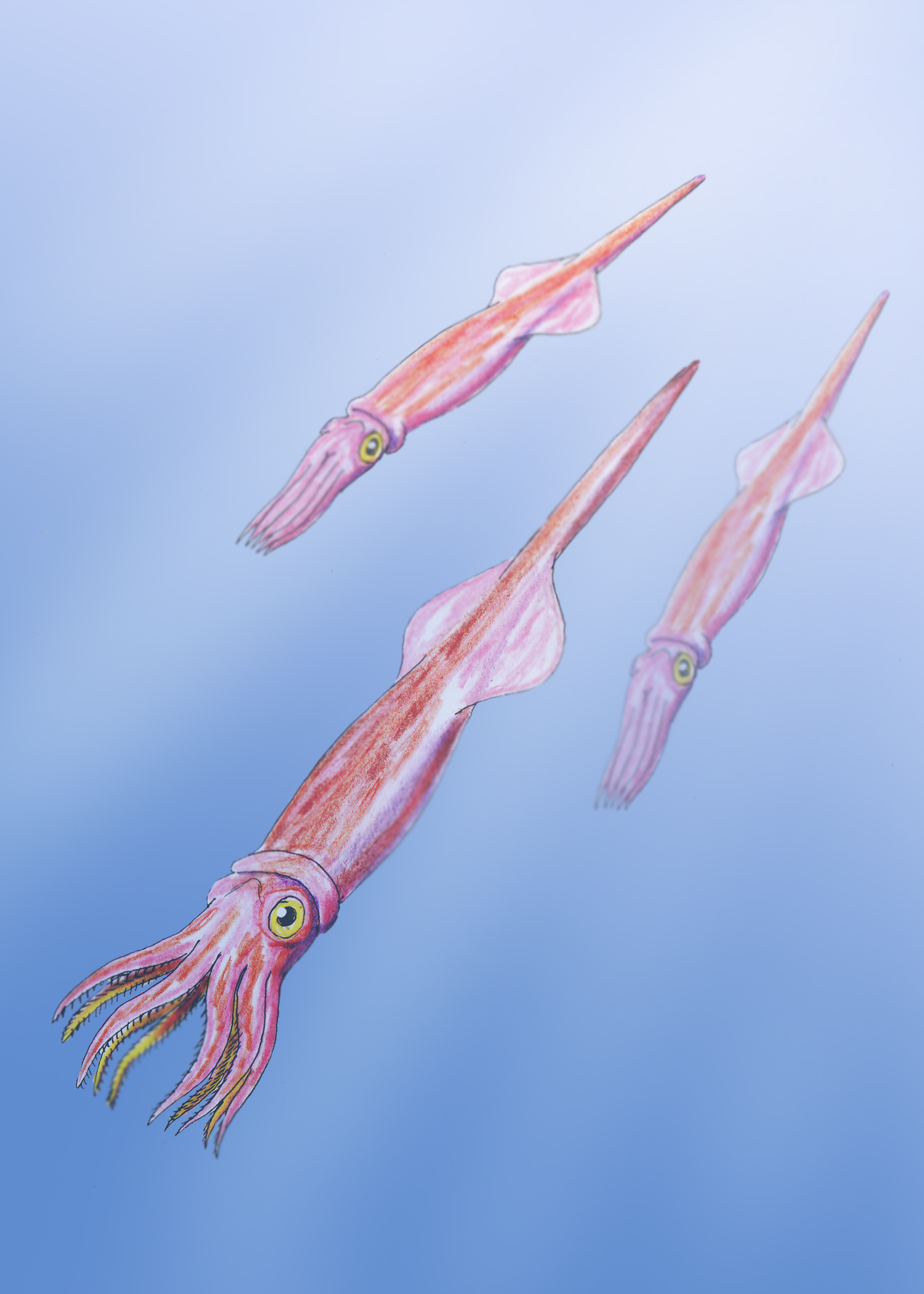
Reconstrucción de belemnites.

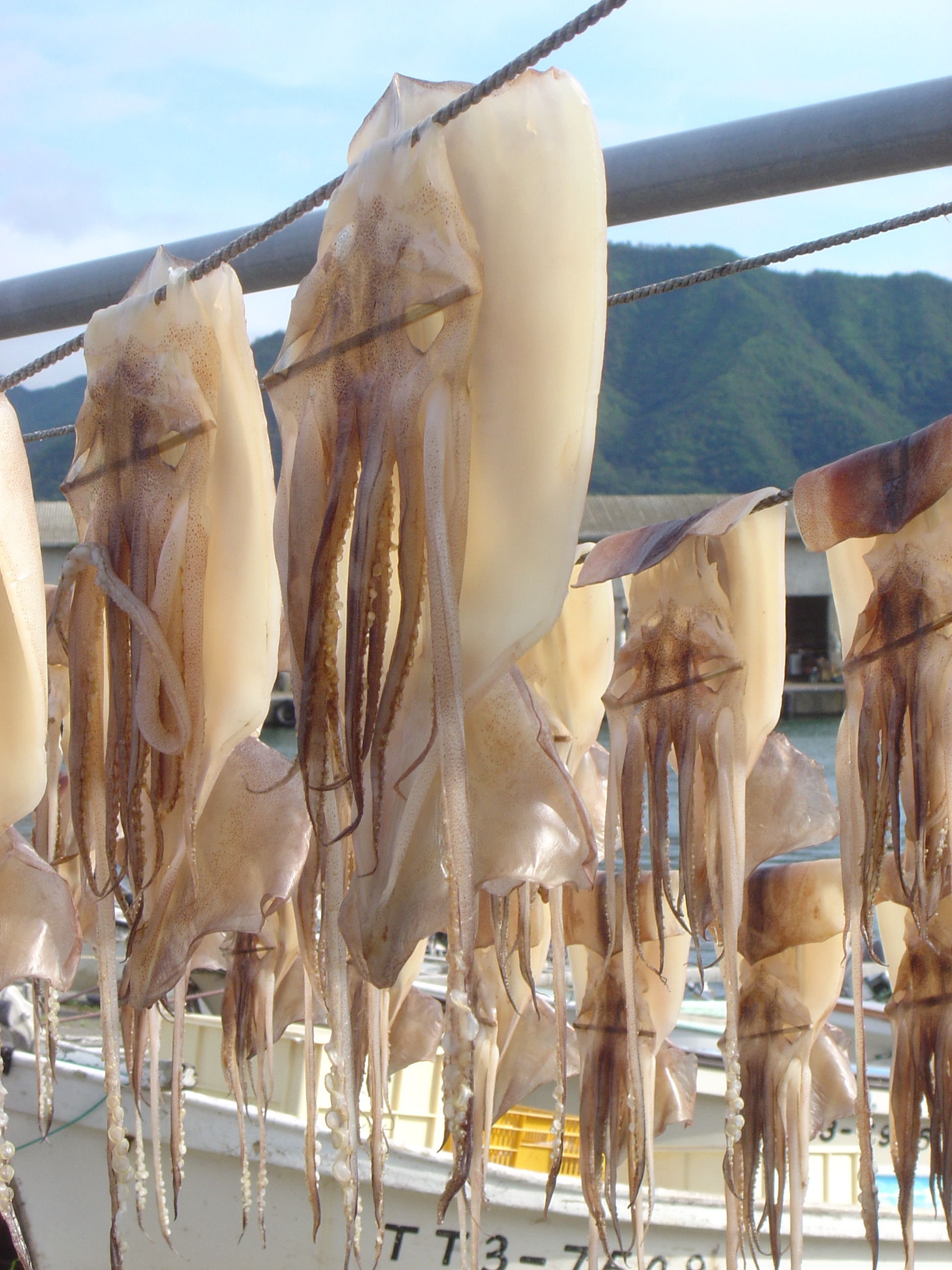
Calamares secándose al Sol en Shimane.

En la actualidad sobreviven más de 800 especies, y se estima que el número de especies extintas conocidas ronda las 11 000.[cita requerida]
Los cefalópodos se subdividen en tres subclases:
Subclase Nautiloidea
Orden Plectronocerida †
Orden Ellesmerocerida †
Orden Actinocerida †
Orden Pseudorthocerida †
Orden Endocerida †
Orden Tarphycerida †
Orden Oncocerida †
Orden Discosorida †
Orden Nautilida (único orden no extinto) - nautilos
Orden Orthocerida †
Orden Ascocerida †
Orden Bactritida †
Subclase Ammonoidea † - amonites
Orden Goniatitida †
Orden Ceratitida †
Orden Ammonitida †
Subclase Coleoidea

- Cohorte Belemnoidea † - belemnites

Orden Aulacocerida †
Orden Belemnitida †
Orden Hematitida †
Orden Phragmoteuthida †
- Cohorte Neocoleoidea (la mayoría de cefalópodos vivos)

Orden Boletzkyida †
Orden Sepiida - sepias
Orden Sepiolida - sepias
Orden Spirulida - sepias
Orden Teuthida - calamares
Orden Octopoda - pulpos
Orden Vampyromorphida - calamares vampiro

## Gastronomía
Los cefalópodos son uno de los mariscos más apreciados. Se comen solos (calamares a la romana, sepia a la plancha, choco, pulpo a la gallega, etc.) o como ingredientes de otros platos (paella de marisco, fideuá, etc.)